# All England 1992
Die All England 1992 im Badminton fanden vom 11. bis 15. März in London statt. Sie waren die 82. Auflage dieser Veranstaltung. Das Preisgeld betrug 125.000 US-Dollar und die Veranstaltung hatte damit 5 Sterne in der Grand-Prix-Wertung.

## Austragungsort
- Wembley Arena

## Sieger und Platzierte
| Disziplin    | Gold                        | Silber                               | Bronze                             |
| ------------ | --------------------------- | ------------------------------------ | ---------------------------------- |
| Herreneinzel | Liu Jun                     | Zhao Jianhua                         | Alan Budikusuma                    |
| Herreneinzel | Liu Jun                     | Zhao Jianhua                         | Wu Wenkai                          |
| Dameneinzel  | Tang Jiuhong                | Bang Soo-hyun                        | Ye Zhaoying                        |
| Dameneinzel  | Tang Jiuhong                | Bang Soo-hyun                        | Huang Hua                          |
| Herrendoppel | Rudy Gunawan Eddy Hartono   | Jan Paulsen Henrik Svarrer           | Huang Zhanzhong Zheng Yumin        |
| Herrendoppel | Rudy Gunawan Eddy Hartono   | Jan Paulsen Henrik Svarrer           | Chen Hongyong Chen Kang            |
| Damendoppel  | Lin Yanfen Yao Fen          | Guan Weizhen Nong Qunhua             | Gillian Gowers Sara Sankey         |
| Damendoppel  | Lin Yanfen Yao Fen          | Guan Weizhen Nong Qunhua             | Julie Bradbury Gillian Clark       |
| Mixed        | Thomas Lund Pernille Dupont | Jon Holst-Christensen Grete Mogensen | Henrik Svarrer Marlene Thomsen     |
| Mixed        | Thomas Lund Pernille Dupont | Jon Holst-Christensen Grete Mogensen | Pär-Gunnar Jönsson Maria Bengtsson |

## Finalresultate
| Disziplin    | Sieger                      | Finalist                             | Ergebnis          |
| ------------ | --------------------------- | ------------------------------------ | ----------------- |
| Herreneinzel | Liu Jun                     | Zhao Jianhua                         | 15–13, 15–13      |
| Dameneinzel  | Tang Jiuhong                | Bang Soo-hyun                        | 9–12, 12–10, 11–1 |
| Herrendoppel | Eddy Hartono Rudy Gunawan   | Jan Paulsen Henrik Svarrer           | 15–10, 15–12      |
| Damendoppel  | Yao Fen Lin Yanfen          | Guan Weizhen Nong Qunhua             | 18–14, 18–17      |
| Mixed        | Thomas Lund Pernille Dupont | Jon Holst-Christensen Grete Mogensen | 15–10, 15–1       |

## Herreneinzel

### Qualifikation 1. Runde
- Daniel Vanier –  Stephenson Sylvester: 15-0 / 15-7
- Sunit Welling –  Jacob Østergaard: 15-3 / 15-8
- Benny Lee –  Henrik Hyldgaard: 15-10 / 18-17
- Carsten Steenberg –  Ho Lee Suom: 15-3 / 15-4
- Geraint Lewis –  Erma Dena: 15-0 / 15-3
- Ong Rae Mun –  Kenneth Jonassen: 8-15 / 15-11 / 15-11
- Anil Kaul –  Ali Khan Showkat: 15-5 / 15-4
- Thomas Reidy –  Martin Kent: 15-9 / 15-9
- Édouard Clarisse –  Kayode Oshifuye: 15-3 / 15-3
- Thomas Madsen –  Sanjay Malde: 15-10 / 15-10
- Jesper Hermansen –  Grant Cawte: 15-8 / 15-11
- Jan Jørgensen –  Andrew Muir: 15-11 / 15-6
- Paul Stevenson –  Jens Eriksen: 15-0 / 1-15 / 15-6
- Jesper Thomsen –  Wong Kong Soon: 15-3 / 15-0
- Carl Fenton –  Junaidur Rahman: 15-1 / 15-4
- Claus Overbeck –  Ernesto de la Torre: 15-5 / 15-4
- Bruce Flockhart –  Raj Kumar: 15-2 / 15-0
- Erik Nilsson –  Kenneth Vella: 15-3 / 15-3
- Henrik Geisler Jensen –  Nitin Panesar: 15-4 / 15-8
- Kum Wai Kok –  Patrice Ritchie: 15-11 / 10-15 / 15-7
- John Laursen –  Awangku Norumaizi Pg Othman: 15-0 / 15-0
- Fernando de la Torre –  Pierre Toulouse: 15-8 / 17-14
- Dipankar Bhattacharjee –  Peter Lehwald: 15-8 / 15-0
- Marco Desjardins –  Harjeet Singh: 15-9 / 15-1
- Jacob Thygesen –  Christopher Patten: 15-9 / 15-7
- Darryl Yung –  Justin Davies: 15-7 / 15-3
- Thomas Kirkegaard –  Rasel Kabir Sumon: 15-4 / 15-4
- Jens Meibom –  Richard P. Harding: 15-4 / 15-3
- Mats Svensson –  Steven Yates: 15-8 / 15-4
- Frederic D’Amours –  Tommy Sørensen: 15-11 / 12-15 / 18-16
- Jim Mailer –  Robert Nock: 6-15 / 15-1 / 15-7

### Qualifikation 2. Runde
- Sunit Welling –  Daniel Vanier: 18-13 / 8-15 / 15-8
- Carsten Steenberg –  Benny Lee: 15-5 / 15-3
- Ong Rae Mun –  Geraint Lewis: 15-6 / 15-11
- Anil Kaul –  Thomas Reidy: 15-18 / 18-14 / 15-4
- Thomas Madsen –  Édouard Clarisse: 15-5 / 15-5
- Jan Jørgensen –  Jesper Hermansen: 15-7 / 15-4
- Paul Stevenson –  Jesper Thomsen: 15-10 / 15-3
- Martin Lundgaard Hansen –  Carl Fenton: 15-9 / 15-4
- Claus Overbeck –  Bruce Flockhart: 18-14 / 15-0
- Erik Nilsson –  Henrik Geisler Jensen: 13-15 / 15-7 / 15-8
- John Laursen –  Kum Wai Kok: 15-13 / 15-3
- Dipankar Bhattacharjee –  Fernando de la Torre: 15-12 / 15-2
- Jacob Thygesen –  Marco Desjardins: 15-12 / 15-12
- Thomas Kirkegaard –  Darryl Yung: 15-0 / 15-7
- Jens Meibom –  Mats Svensson: 15-8 / 15-9
- Jim Mailer –  Frederic D’Amours: 15-7 / 15-12

### Qualifikation 3. Runde
- Carsten Steenberg –  Sunit Welling: 18-17 / 15-9
- Anil Kaul –  Ong Rae Mun: 5-15 / 15-4 / 18-15
- Thomas Madsen –  Jan Jørgensen: 10-15 / 15-3 / 15-8
- Paul Stevenson –  Martin Lundgaard Hansen: 15-9 / 15-4
- Claus Overbeck –  Erik Nilsson: 15-8 / 15-9
- Dipankar Bhattacharjee –  John Laursen: 16-18 / 17-15 / 15-4
- Thomas Kirkegaard –  Jacob Thygesen: 15-5 / 15-10
- Jim Mailer –  Jens Meibom: 15-8 / 15-6

### 1. Runde
- Zhao Jianhua –  Dean Galt: 15-3 / 15-4
- Bryan Blanshard –  Chris Jogis: 15-5 / 15-10
- Pierre Pelupessy –  Michael Kjeldsen: 15-12 / 15-5
- Michael Søgaard –  Thomas Madsen: 12-15 / 15-5 / 15-12
- Hermawan Susanto –  Peter Bush: 15-4 / 15-7
- Claus Thomsen –  Wong Ewee Mun: 15-11 / 15-9
- Jens Olsson –  Jim Mailer: 15-4 / 15-9
- Ahn Jae-chang –  Kevin Scott: 15-0 / 15-1
- Alan Budikusuma –  Vimal Kumar: 15-4 / 15-8
- Kim Hak-kyun –  Wan Zhengwen: 17-16 / 17-16
- Dipankar Bhattacharjee –  Peter Shepperd: 15-3 / 15-5
- Robert Liljequist –  Peter Espersen: 11-15 / 15-11 / 15-5
- Joko Suprianto –  Poul-Erik Høyer Larsen: 6-15 / 15-9 / 15-9
- Anders Nielsen –  Ong Ewe Hock: 15-1 / 15-6
- Hideaki Motoyama –  Anil Kaul: 15-10 / 15-6
- Andrei Antropow –  Iain Sydie: 15-5 / 15-5
- Lee Kwang-jin –  Peter A. Smith: 15-8 / 15-9
- Pontus Jäntti –  Jaimie Dawson: 15-7 / 15-9
- Jeroen van Dijk –  Claus Overbeck: 15-7 / 11-15 / 17-15
- Bambang Suprianto –  Jens Peter Nierhoff: 15-11 / 15-11
- Fung Permadi –  Peter Axelsson: 15-9 / 18-15
- Darren Hall –  Søren B. Nielsen: 15-6 / 15-8
- Wong Tat Meng –  Hiroki Eto: 15-6 / 15-6
- Wu Wenkai –  Thomas Kirkegaard: 15-11 / 15-10
- Steffan Pandya –  Paul Stevenson: 15-6 / 6-15 / 15-11
- Park Sung-woo –  Kerrin Harrison: 15-5 / 17-15
- Rajeev Bagga –  Peter Knowles: 10-15 / 15-5 / 15-11
- Thomas Stuer-Lauridsen –  Chris Bruil: 18-16 / 9-15 / 15-9
- Liu Jun –  Richard Harmsworth: 15-6 / 15-6
- Kent Wæde Hansen –  Tony Tuominen: 13-15 / 15-6 / 15-10
- David Humble –  Carsten Steenberg: 15-2 / 15-9
- Ardy Wiranata –  Fumihiko Machida: 15-8 / 15-8

### Sektion 1
|  | 2. Runde | 2. Runde               | 2. Runde | 2. Runde | 2. Runde |  |  | Achtelfinale | Achtelfinale           | Achtelfinale | Achtelfinale | Achtelfinale |  |  | Viertelfinale          | Viertelfinale | Viertelfinale | Viertelfinale | Viertelfinale |  |  | Halbfinale | Halbfinale | Halbfinale | Halbfinale | Halbfinale |
|  |          |                        |          |          |          |  |  |              |                        |              |              |              |  |  |                        |               |               |               |               |  |  |            |            |            |            |            |
|  |          | Liu Jun                | 15       | 15       |          |  |  |              |                        |              |              |              |  |  |                        |               |               |               |               |  |  |            |            |            |            |            |
|  |          | Kent Wæde Hansen       | 11       | 1        |          |  |  |              | Liu Jun                | 15           | 15           |              |  |  |                        |               |               |               |               |  |  |            |            |            |            |            |
|  |          | Ardy Wiranata          | 15       | 15       |          |  |  |              | Ardy Wiranata          | 10           | 8            |              |  |  |                        |               |               |               |               |  |  |            |            |            |            |            |
|  |          | David Humble           | 3        | 4        |          |  |  |              |                        |              |              |              |  |  | Liu Jun                | 15            | 15            |               |               |  |  |            |            |            |            |            |
|  |          | Thomas Stuer-Lauridsen | 15       | 15       |          |  |  |              |                        |              |              |              |  |  | Thomas Stuer-Lauridsen | 10            | 7             |               |               |  |  |            |            |            |            |            |
|  |          | Rajeev Bagga           | 9        | 5        |          |  |  |              | Thomas Stuer-Lauridsen | 8            | 15           | 15           |  |  |                        |               |               |               |               |  |  |            |            |            |            |            |
|  |          | Park Sung-woo          | 15       | 15       |          |  |  |              | Park Sung-woo          | 15           | 7            | 5            |  |  |                        |               |               |               |               |  |  |            |            |            |            |            |
|  |          | Steffan Pandya         | 11       | 1        |          |  |  |              |                        |              |              |              |  |  | Liu Jun                | 12            | 15            | 15            |               |  |  |            |            |            |            |            |
|  |          | Wu Wenkai              | 15       | 15       |          |  |  |              |                        |              |              |              |  |  | Wu Wenkai              | 15            | 2             | 4             |               |  |  |            |            |            |            |            |
|  |          | Wong Tat Meng          | 4        | 12       |          |  |  |              | Wu Wenkai              | 15           | 15           |              |  |  |                        |               |               |               |               |  |  |            |            |            |            |            |
|  |          | Fung Permadi           | 15       | 15       |          |  |  |              | Fung Permadi           | 3            | 2            |              |  |  |                        |               |               |               |               |  |  |            |            |            |            |            |
|  |          | Darren Hall            | 5        | 12       |          |  |  |              |                        |              |              |              |  |  | Wu Wenkai              | 15            | 15            |               |               |  |  |            |            |            |            |            |
|  |          | Lee Kwang-jin          | 7        | 15       | 15       |  |  |              |                        |              |              |              |  |  | Lee Kwang-jin          | 9             | 12            |               |               |  |  |            |            |            |            |            |
|  |          | Pontus Jäntti          | 15       | 4        | 13       |  |  |              | Lee Kwang-jin          | 15           | 18           |              |  |  |                        |               |               |               |               |  |  |            |            |            |            |            |
|  |          | Bambang Suprianto      | 15       | 15       |          |  |  |              | Bambang Suprianto      | 5            | 13           |              |  |  |                        |               |               |               |               |  |  |            |            |            |            |            |
|  |          | Jeroen van Dijk        | 13       | 5        |          |  |  |              |                        |              |              |              |  |  |                        |               |               |               |               |  |  |            |            |            |            |            |

### Sektion 2
|  | 2. Runde | 2. Runde               | 2. Runde | 2. Runde | 2. Runde |  |  | Achtelfinale | Achtelfinale      | Achtelfinale | Achtelfinale | Achtelfinale |  |  | Viertelfinale    | Viertelfinale | Viertelfinale | Viertelfinale | Viertelfinale |  |  | Halbfinale | Halbfinale | Halbfinale | Halbfinale | Halbfinale |
|  |          |                        |          |          |          |  |  |              |                   |              |              |              |  |  |                  |               |               |               |               |  |  |            |            |            |            |            |
|  |          | Zhao Jianhua           | 12       | 15       | 15       |  |  |              |                   |              |              |              |  |  |                  |               |               |               |               |  |  |            |            |            |            |            |
|  |          | Bryan Blanshard        | 15       | 10       | 2        |  |  |              | Zhao Jianhua      | 15           | 15           |              |  |  |                  |               |               |               |               |  |  |            |            |            |            |            |
|  |          | Michael Søgaard        | 15       | 18       |          |  |  |              | Michael Søgaard   | 11           | 11           |              |  |  |                  |               |               |               |               |  |  |            |            |            |            |            |
|  |          | Pierre Pelupessy       | 8        | 13       |          |  |  |              |                   |              |              |              |  |  | Zhao Jianhua     | 5             | 15            | 15            |               |  |  |            |            |            |            |            |
|  |          | Hermawan Susanto       | 15       | 15       |          |  |  |              |                   |              |              |              |  |  | Hermawan Susanto | 15            | 4             | 3             |               |  |  |            |            |            |            |            |
|  |          | Claus Thomsen          | 0        | 7        |          |  |  |              | Hermawan Susanto  | 15           | 15           |              |  |  |                  |               |               |               |               |  |  |            |            |            |            |            |
|  |          | Ahn Jae-chang          | 15       | 9        | 15       |  |  |              | Ahn Jae-chang     | 4            | 7            |              |  |  |                  |               |               |               |               |  |  |            |            |            |            |            |
|  |          | Jens Olsson            | 11       | 15       | 7        |  |  |              |                   |              |              |              |  |  | Zhao Jianhua     | 15            | 15            |               |               |  |  |            |            |            |            |            |
|  |          | Alan Budikusuma        | 15       | 15       |          |  |  |              |                   |              |              |              |  |  | Alan Budikusuma  | 12            | 10            |               |               |  |  |            |            |            |            |            |
|  |          | Kim Hak-kyun           | 11       | 9        |          |  |  |              | Alan Budikusuma   | 15           | 15           |              |  |  |                  |               |               |               |               |  |  |            |            |            |            |            |
|  |          | Robert Liljequist      | 15       | 15       |          |  |  |              | Robert Liljequist | 2            | 9            |              |  |  |                  |               |               |               |               |  |  |            |            |            |            |            |
|  |          | Dipankar Bhattacharjee | 8        | 10       |          |  |  |              |                   |              |              |              |  |  | Zhao Jianhua     | 15            | 15            |               |               |  |  |            |            |            |            |            |
|  |          | Anders Nielsen         | 8        | 15       | 15       |  |  |              |                   |              |              |              |  |  | Anders Nielsen   | 1             | 11            |               |               |  |  |            |            |            |            |            |
|  |          | Joko Suprianto         | 15       | 8        | 8        |  |  |              | Anders Nielsen    | 7            | 15           | 15           |  |  |                  |               |               |               |               |  |  |            |            |            |            |            |
|  |          | Andrei Antropow        | 15       | 15       |          |  |  |              | Andrei Antropow   | 15           | 5            | 2            |  |  |                  |               |               |               |               |  |  |            |            |            |            |            |
|  |          | Hideaki Motoyama       | 12       | 6        |          |  |  |              |                   |              |              |              |  |  |                  |               |               |               |               |  |  |            |            |            |            |            |

## Dameneinzel

### Qualifikation 1. Runde
- Martine Hennequin –  María de la Paz Luna Félix: 11-5 / 11-9
- Tanja Berg –  Jyoti Sanghi: 11-7 / 5-11 / 11-8
- Nicola Jordan –  Erika Von Heiland: 11-8 / 11-2
- Rikke Olsen –  Rhona Robertson: 11-7 / 11-8
- Heidi Dössing –  Vandanah Seesurun: 12-10 / 11-2
- Marie-Helene Loranger –  Linda French: 11-7 / 11-1
- Joanne Davies –  Annette Enghøj: 11-7 / 11-1
- Gillian Martin –  Helle Stærmose: 11-1 / 11-1
- Tina Lindhardt –  Ana Laura de la Torre: 11-4 / 11-5
- Tammy Jenkins –  Helen Watson: 11-1 / 11-3
- Julia Mann –  Joy Kitzmiller: 11-4 / 11-1
- Helene Kirkegaard –  Ciara Doheny: 11-0 / 11-1
- Gitte Sommer –  Wendy Taylor: 11-3 / 11-5
- Zarinah Abdullah –  Karin Janum: 11-4 / 11-6
- Tanya Woodward –  Julie Still: 11-6 / 11-6

### Qualifikation 2. Runde
- Tanja Berg –  Martine Hennequin: 11-4 / 11-2
- Nicola Jordan –  Rikke Olsen: 11-8 / 5-11 / 12-10
- Heidi Dössing –  Marie-Helene Loranger: 11-12 / 11-3 / 11-0
- Gillian Martin –  Joanne Davies: 11-5 / 11-1
- Tammy Jenkins –  Tina Lindhardt: 11-5 / 12-11
- Helene Kirkegaard –  Julia Mann: 11-8 / 11-5
- Gitte Sommer –  Lisa Campbell: 12-11 / 11-5

### Qualifikation 3. Runde
- Tanya Woodward –  Zarinah Abdullah: 11-2 / 11-7
- Tanja Berg –  Nicola Jordan: 7-11 / 11-5 / 12-11
- Gillian Martin –  Heidi Dössing: 11-1 / 5-11 / 11-7
- Tammy Jenkins –  Helene Kirkegaard: 11-0 / 11-0
- Gitte Sommer –  Tanya Woodward: 11-0 / 11-0

### 1. Runde
- Ye Zhaoying –  Tammy Jenkins: 11-0 / 11-3
- Fiona Elliott –  Denyse Julien: 11-12 / 11-3 / 11-5
- Erica van den Heuvel –  Alison Humby: 12-11 / 11-2
- Camilla Martin –  Rhonda Cator: 11-2 / 11-2
- Astrid van der Knaap –  Gillian Martin: 11-0 / 11-0
- Anne Gibson –  Madhumita Bisht: 5-11 / 11-9 / 11-5
- Joanne Muggeridge –  Christine Skropke: 11-0 / 7-2
- Liao Zhiqun –  Helen Troke: 11-1 / 12-11
- Doris Piché –  Lisbet Stuer-Lauridsen: 11-7 / 11-3
- Julie Bradbury –  Anna Lao: 3-11 / 12-9 / 11-2
- Gitte Sommer –  Haruko Yachi: 8-11 / 11-5 / 11-3
- Hisako Mizui –  Sarah Hore: 11-6 / 11-6
- Eline Coene –  Tanja Berg: 11-5 / 11-4
- Yuliani Santosa –  Suzanne Louis-Lane: 11-2 / 4-11 / 12-10
- Elena Rybkina –  Lotte Thomsen: 11-2 / 11-5
- Helle Andersen –  Harumi Kohhara: w.o.

### Sektion 1
|  | 2. Runde | 2. Runde             | 2. Runde | 2. Runde | 2. Runde |  |  | Achtelfinale | Achtelfinale         | Achtelfinale | Achtelfinale | Achtelfinale |  |  | Viertelfinale  | Viertelfinale | Viertelfinale | Viertelfinale | Viertelfinale |  |  | Halbfinale | Halbfinale | Halbfinale | Halbfinale | Halbfinale |
|  |          |                      |          |          |          |  |  |              |                      |              |              |              |  |  |                |               |               |               |               |  |  |            |            |            |            |            |
|  |          | Tang Jiuhong         | 11       | 11       |          |  |  |              |                      |              |              |              |  |  |                |               |               |               |               |  |  |            |            |            |            |            |
|  |          | Catrine Bengtsson    | 5        | 5        |          |  |  |              | Tang Jiuhong         | 11           | 11           |              |  |  |                |               |               |               |               |  |  |            |            |            |            |            |
|  |          | Astrid van der Knaap | 11       | 11       |          |  |  |              | Astrid van der Knaap | 1            | 7            |              |  |  |                |               |               |               |               |  |  |            |            |            |            |            |
|  |          | Helle Andersen       | 6        | 4        |          |  |  |              |                      |              |              |              |  |  | Tang Jiuhong   | 7             | 11            | 11            |               |  |  |            |            |            |            |            |
|  |          | Lee Heung-soon       | 11       | 3        | 11       |  |  |              |                      |              |              |              |  |  | Lee Heung-soon | 11            | 3             | 4             |               |  |  |            |            |            |            |            |
|  |          | Liu Yuhong           | 6        | 11       | 1        |  |  |              | Lee Heung-soon       | 17           | 11           | 11           |  |  |                |               |               |               |               |  |  |            |            |            |            |            |
|  |          | Joanne Muggeridge    | 11       | 11       |          |  |  |              | Joanne Muggeridge    | 11           | 4            | 2            |  |  |                |               |               |               |               |  |  |            |            |            |            |            |
|  |          | Anne Gibson          | 2        | 8        |          |  |  |              |                      |              |              |              |  |  | Tang Jiuhong   | 12            | 9             | 11            |               |  |  |            |            |            |            |            |
|  |          | Ye Zhaoying          | 11       | 11       |          |  |  |              |                      |              |              |              |  |  | Ye Zhaoying    | 10            | 12            | 1             |               |  |  |            |            |            |            |            |
|  |          | Fiona Smith          | 1        | 5        |          |  |  |              | Ye Zhaoying          | 5            | 11           | 11           |  |  |                |               |               |               |               |  |  |            |            |            |            |            |
|  |          | Susi Susanti         | 11       | 11       |          |  |  |              | Susi Susanti         | 11           | 5            | 5            |  |  |                |               |               |               |               |  |  |            |            |            |            |            |
|  |          | Aiko Miyamura        | 7        | 4        |          |  |  |              |                      |              |              |              |  |  | Ye Zhaoying    | 11            | 11            |               |               |  |  |            |            |            |            |            |
|  |          | Park Soo-yun         | 11       | 11       |          |  |  |              |                      |              |              |              |  |  | Park Soo-yun   | 5             | 6             |               |               |  |  |            |            |            |            |            |
|  |          | Tanya Woodward       | 2        | 0        |          |  |  |              | Park Soo-yun         | 11           | 8            | 11           |  |  |                |               |               |               |               |  |  |            |            |            |            |            |
|  |          | Camilla Martin       | 11       | 11       |          |  |  |              | Camilla Martin       | 8            | 11           | 4            |  |  |                |               |               |               |               |  |  |            |            |            |            |            |
|  |          | Erica van den Heuvel | 4        | 4        |          |  |  |              |                      |              |              |              |  |  |                |               |               |               |               |  |  |            |            |            |            |            |

### Sektion 2
|  | 2. Runde | 2. Runde                 | 2. Runde | 2. Runde | 2. Runde |  |  | Achtelfinale | Achtelfinale             | Achtelfinale | Achtelfinale | Achtelfinale |  |  | Viertelfinale            | Viertelfinale | Viertelfinale | Viertelfinale | Viertelfinale |  |  | Halbfinale | Halbfinale | Halbfinale | Halbfinale | Halbfinale |
|  |          |                          |          |          |          |  |  |              |                          |              |              |              |  |  |                          |               |               |               |               |  |  |            |            |            |            |            |
|  |          | Bang Soo-hyun            | 11       | 11       |          |  |  |              |                          |              |              |              |  |  |                          |               |               |               |               |  |  |            |            |            |            |            |
|  |          | Tracy Dineen             | 5        | 1        |          |  |  |              | Bang Soo-hyun            | 11           | 11           |              |  |  |                          |               |               |               |               |  |  |            |            |            |            |            |
|  |          | Julie Bradbury           | 11       | 11       |          |  |  |              | Julie Bradbury           | 3            | 7            |              |  |  |                          |               |               |               |               |  |  |            |            |            |            |            |
|  |          | Gitte Sommer             | 3        | 7        |          |  |  |              |                          |              |              |              |  |  | Bang Soo-hyun            | 11            | 11            |               |               |  |  |            |            |            |            |            |
|  |          | Sarwendah Kusumawardhani | 11       | 11       |          |  |  |              |                          |              |              |              |  |  | Sarwendah Kusumawardhani | 6             | 1             |               |               |  |  |            |            |            |            |            |
|  |          | Astrid Crabo             | 5        | 6        |          |  |  |              | Sarwendah Kusumawardhani | 12           | 10           | 11           |  |  |                          |               |               |               |               |  |  |            |            |            |            |            |
|  |          | Liao Zhiqun              | 11       | 12       |          |  |  |              | Liao Zhiqun              | 9            | 12           | 9            |  |  |                          |               |               |               |               |  |  |            |            |            |            |            |
|  |          | Doris Piché              | 8        | 10       |          |  |  |              |                          |              |              |              |  |  | Bang Soo-hyun            | 11            | 0             | 11            |               |  |  |            |            |            |            |            |
|  |          | Huang Hua                | 12       | 11       |          |  |  |              |                          |              |              |              |  |  | Huang Hua                | 7             | 11            | 5             |               |  |  |            |            |            |            |            |
|  |          | Park Jin-hyun            | 9        | 1        |          |  |  |              | Huang Hua                | 11           | 12           |              |  |  |                          |               |               |               |               |  |  |            |            |            |            |            |
|  |          | Elena Rybkina            | 8        | 11       | 11       |  |  |              | Elena Rybkina            | 8            | 10           |              |  |  |                          |               |               |               |               |  |  |            |            |            |            |            |
|  |          | Yuliani Santosa          | 11       | 7        | 8        |  |  |              |                          |              |              |              |  |  | Huang Hua                | 11            | 11            |               |               |  |  |            |            |            |            |            |
|  |          | Pernille Nedergaard      | 11       | 11       |          |  |  |              |                          |              |              |              |  |  | Pernille Nedergaard      | 5             | 5             |               |               |  |  |            |            |            |            |            |
|  |          | Helene Kirkegaard        | 5        | 3        |          |  |  |              | Pernille Nedergaard      | 12           | 11           |              |  |  |                          |               |               |               |               |  |  |            |            |            |            |            |
|  |          | Hisako Mizui             | w/o      |          |          |  |  |              | Hisako Mizui             | 10           | 7            |              |  |  |                          |               |               |               |               |  |  |            |            |            |            |            |
|  |          | Eline Coene              | scr      |          |          |  |  |              |                          |              |              |              |  |  |                          |               |               |               |               |  |  |            |            |            |            |            |

## Herrendoppel

### Qualifikation 1. Runde
- James Anderson /  Ian Pearson –  Patrice Ritchie /  Pierre Toulouse: 15-5 / 12-15 / 15-3
- Henrik Geisler Jensen /  Jesper Thomsen –  Mervin Gibbs /  Martyn Hindle: 15-13 / 3-15 / 15-5
- Thomas Damgaard /  Jesper Poulsen –  Tony Cole /  Ian Wright: 15-3 / 15-5
- Marco Desjardins /  Frederic D’Amours –  Robert Nock /  Steffan Pandya: 15-10 / 9-15 / 15-10
- Kent Wæde Hansen /  Jacob Thygesen –  Richard Burton /  Geraint Lewis: 15-12 / 15-6
- Allan Borch /  Michael Søgaard –  Erik Nilsson /  Darryl Yung: 15-10 / 15-3
- Peter Blackburn /  Ong Rae Mun –  Barry Francis /  Christopher Patten: 15-9 / 15-12
- Andrew Muir /  Iain Sydie –  Martin Kent /  Thomas Madsen: 15-9 / 15-5
- Jesper Hermansen /  Carsten Steenberg –  Thomas Kroyer /  Barry Stevens: 7-15 / 18-13 / 15-10
- Henrik Lunde /  Tommy Sørensen –  Grant Cawte /  Richard P. Harding: 15-7 / 18-14
- Jens Eriksen /  Thomas Kirkegaard –  David Constantine /  Mark Methven: 15-10 / 15-11
- Dean Galt /  Kerrin Harrison –  John Laursen /  Jacob Østergaard: 11-15 / 15-4 / 15-10
- Peter Espersen /  Martin Lundgaard Hansen –  Peter Chambers /  Kenton Jones: 15-11 / 15-5
- Alan Crowther /  Keith Davis –  Robert Cartmell /  Adam Turner: 15-8 / 15-0
- Peter Christensen /  Christian Jakobsen –  Laurie A. Hillman /  Timothy P. Riley: 15-7 / 15-3

### Qualifikation 2. Runde
- James Anderson /  Ian Pearson –  Henrik Geisler Jensen /  Jesper Thomsen: 15-7 / 15-4
- Thomas Damgaard /  Jesper Poulsen –  Marco Desjardins /  Frederic D’Amours: 15-5 / 5-15 / 15-10
- Allan Borch /  Michael Søgaard –  Kent Wæde Hansen /  Jacob Thygesen: 15-3 / 15-11
- Andrew Muir /  Iain Sydie –  Jesper Hermansen /  Carsten Steenberg: 15-1 / 15-11
- Jens Eriksen /  Thomas Kirkegaard –  Henrik Lunde /  Tommy Sørensen: 15-1 / 15-13
- Peter Espersen /  Martin Lundgaard Hansen –  Dean Galt /  Kerrin Harrison: 1-15 / 15-9 / 15-4
- Peter Christensen /  Christian Jakobsen –  Alan Crowther /  Keith Davis: 15-9 / 15-6

### Qualifikation 3. Runde
- Thomas Damgaard /  Jesper Poulsen –  James Anderson /  Ian Pearson: 17-14 / 15-9
- Jens Eriksen /  Thomas Kirkegaard –  Andrew Muir /  Iain Sydie: 15-10 / 15-11
- Peter Espersen /  Martin Lundgaard Hansen –  Peter Christensen /  Christian Jakobsen: 15-10 / 4-15 / 15-11

### 1. Runde
- Li Yongbo /  Tian Bingyi –  Jens Eriksen /  Thomas Kirkegaard: 15-9 / 15-4
- Fumihiko Machida /  Koji Miya –  Neil Cottrill /  John Quinn: 15-4 / 15-18 / 15-12
- Imay Hendra /  Bagus Setiadi –  Stefan Frey /  Stephan Kuhl: 15-6 / 15-4
- Jan Paulsen /  Henrik Svarrer –  Lee Sang-bok /  Shon Jin-hwan: 12-15 / 15-9 / 15-11
- Huang Zhanzhong /  Zheng Yumin –  Max Gandrup /  Jesper Knudsen: 15-4 / 16-18 / 15-4
- Yap Yee Guan /  Yap Yee Hup –  Jan-Eric Antonsson /  Stellan Österberg: 15-6 / 15-9
- Ricky Subagja /  Rexy Mainaky –  Andy Goode /  Chris Hunt: 15-10 / 15-7
- David Humble /  Anil Kaul –  Thomas Damgaard /  Jesper Poulsen: 17-15 / 4-15 / 15-13
- Benny Lee /  Thomas Reidy –  Michael Adams /  Chris Rees: 18-16 / 13-15 / 15-12
- Jon Holst-Christensen /  Thomas Lund –  Simon Archer /  Julian Robertson: 15-8 / 15-9
- Mike Bitten /  Bryan Blanshard –  Peter Espersen /  Martin Lundgaard Hansen: 15-9 / 15-10
- Chen Hongyong /  Chen Kang –  Tan Kim Her /  Yap Kim Hock: 18-14 / 15-5
- Nick Ponting /  Dave Wright –  Peter Busch Jensen /  Peter Lehwald: 15-6 / 15-3
- Peter Axelsson /  Pär-Gunnar Jönsson –  Chen Xingdong /  Liu Jianjun: 15-2 / 15-3
- Michael Kjeldsen /  Jens Peter Nierhoff –  Allan Borch /  Michael Søgaard: 15-6 / 15-5
- Rudy Gunawan /  Eddy Hartono –  Jens Meibom /  Lars Pedersen: 15-7 / 15-1

### Achtelfinale
- Li Yongbo /  Tian Bingyi –  Fumihiko Machida /  Koji Miya: 15-5 / 15-3
- Jan Paulsen /  Henrik Svarrer –  Imay Hendra /  Bagus Setiadi: 15-4 / 15-4
- Huang Zhanzhong /  Zheng Yumin –  Yap Yee Guan /  Yap Yee Hup: 18-14 / 11-0
- Ricky Subagja /  Rexy Mainaky –  David Humble /  Anil Kaul: 15-6 / 15-8
- Jon Holst-Christensen /  Thomas Lund –  Benny Lee /  Thomas Reidy: 15-5 / 15-2
- Chen Hongyong /  Chen Kang –  Mike Bitten /  Bryan Blanshard: 15-0 / 15-0
- Peter Axelsson /  Pär-Gunnar Jönsson –  Nick Ponting /  Dave Wright: 15-5 / 15-6
- Rudy Gunawan /  Eddy Hartono –  Michael Kjeldsen /  Jens Peter Nierhoff: 15-13 / 15-6

### Viertelfinale
- Jan Paulsen /  Henrik Svarrer –  Li Yongbo /  Tian Bingyi: 15-7 / 15-7
- Huang Zhanzhong /  Zheng Yumin –  Ricky Subagja /  Rexy Mainaky: 15-10 / 15-7
- Chen Hongyong /  Chen Kang –  Jon Holst-Christensen /  Thomas Lund: 15-8 / 12-15 / 15-5
- Rudy Gunawan /  Eddy Hartono –  Peter Axelsson /  Pär-Gunnar Jönsson: 15-10 / 15-13

### Halbfinale
- Jan Paulsen /  Henrik Svarrer –  Huang Zhanzhong /  Zheng Yumin: 15-10 / 15-8
- Rudy Gunawan /  Eddy Hartono –  Chen Hongyong /  Chen Kang: 15-11 / 15-3

### Finale
- Rudy Gunawan /  Eddy Hartono –  Jan Paulsen /  Henrik Svarrer: 15-10 / 15-12

## Damendoppel

### Qualifikation 1. Runde
- Charlotte Bornemann /  Rikke Olsen –  Ciara Doheny /  Erika Von Heiland: 15-1 / 15-4
- Heidi Dössing /  Anne Katrine Lauesen –  Linda French /  Joy Kitzmiller: 11-15 / 15-12 / 15-5
- Nichola Beck /  Kerri McKittrick –  Tammy Jenkins /  Rhona Robertson: 15-7 / 7-15 / 15-11
- Karin Janum /  Trine Sørensen –  Martine Hennequin /  Vandanah Seesurun: 15-1 / 15-3
- Carol Harvey /  Penny Wills –  Annette Enghøj /  Dorte Ledet: 18-14 / 15-10
- Gitte Sommer /  Karin Steffensen –  Caroline Coombs /  Monica Mairs: 15-6 / 15-7

### Qualifikation 2. Runde
- Charlotte Bornemann /  Rikke Olsen –  Heidi Dössing /  Anne Katrine Lauesen: 15-5 / 15-7
- Nichola Beck /  Kerri McKittrick –  Karin Janum /  Trine Sørensen: 17-14 / 15-12
- Marie-Helene Loranger /  Christine Skropke –  Carol Harvey /  Penny Wills: 15-9 / 18-15
- Gitte Sommer /  Karin Steffensen –  Tanja Berg /  Charlotte Madsen: 18-15 / 15-18 / 15-4

### Qualifikation 3. Runde
- Charlotte Bornemann /  Rikke Olsen –  Nichola Beck /  Kerri McKittrick: 13-15 / 15-8 / 15-4
- Gitte Sommer /  Karin Steffensen –  Marie-Helene Loranger /  Christine Skropke: 15-3 / 15-18 / 15-4

### 1. Runde
- Guan Weizhen /  Nong Qunhua –  Charlotte Bornemann /  Rikke Olsen: 15-2 / 15-9
- Joanne Goode /  Alison Humby –  Helene Kirkegaard /  Lotte Thomsen: 15-10 / 9-15 / 15-12
- Catrine Bengtsson /  Maria Bengtsson –  Tokiko Hirota /  Yuko Koike: 18-15 / 9-15 / 15-11
- Finarsih /  Lili Tampi –  Adele Abbott /  Sarah Hore: 15-3 / 15-5
- Kimiko Jinnai /  Hisako Mori –  Lisa Campbell /  Julie Still: 15-3 / 15-5
- Pernille Dupont /  Grete Mogensen –  Eline Coene /  Erica van den Heuvel: 9-15 / 15-11 / 15-10
- Gillian Gowers /  Sara Sankey –  Liu Yuhong /  Ye Zhaoying: 15-4 / 15-7
- Lotte Olsen /  Fiona Elliott –  Rhonda Cator /  Anna Lao: 15-4 / 15-13
- Joanne Davies /  Tanya Woodward –  Gitte Sommer /  Karin Steffensen: 15-6 / 15-6
- Erma Sulistianingsih /  Rosiana Tendean –  Sun Man /  Wang Xiaoyuan: 15-4 / 15-7
- Tomomi Matsuo /  Kyoko Sasage –  Karen Chapman /  Tracy Hutchinson: 17-15 / 15-7
- Lin Yanfen /  Yao Fen –  Lisbet Stuer-Lauridsen /  Marlene Thomsen: 15-12 / 15-10
- Denyse Julien /  Doris Piché –  Park Jin-hyun /  Park Soo-yun: 17-14 / 15-10
- Julie Bradbury /  Gillian Clark –  Kerry Batten /  Karen Peatfield: 15-5 / 15-3
- Pan Li /  Wu Yuhong –  Debbie Beeston-Smith /  Lorraine Thomas: 15-3 / 15-6
- Helle Stærmose /  Anne Mette Bille –  Tina Lindhardt /  Marianne Rasmussen: 15-7 / 15-12

### Achtelfinale
- Guan Weizhen /  Nong Qunhua –  Joanne Goode /  Alison Humby: 15-9 / 15-3
- Finarsih /  Lili Tampi –  Catrine Bengtsson /  Maria Bengtsson: 15-9 / 11-15 / 15-5
- Kimiko Jinnai /  Hisako Mori –  Pernille Dupont /  Grete Mogensen: 15-2 / 15-10
- Gillian Gowers /  Sara Sankey –  Lotte Olsen /  Fiona Elliott: 15-7 / 15-6
- Erma Sulistianingsih /  Rosiana Tendean –  Joanne Davies /  Tanya Woodward: 15-1 / 15-4
- Lin Yanfen /  Yao Fen –  Tomomi Matsuo /  Kyoko Sasage: 15-4 / 15-7
- Julie Bradbury /  Gillian Clark –  Denyse Julien /  Doris Piché: 15-7 / 15-4
- Pan Li /  Wu Yuhong –  Helle Stærmose /  Anne Mette Bille: 15-5 / 15-7

### Viertelfinale
- Guan Weizhen /  Nong Qunhua –  Finarsih /  Lili Tampi: 15-10 / 15-10
- Gillian Gowers /  Sara Sankey –  Kimiko Jinnai /  Hisako Mori: 15-6 / 18-15
- Lin Yanfen /  Yao Fen –  Erma Sulistianingsih /  Rosiana Tendean: 15-7 / 15-8
- Julie Bradbury /  Gillian Clark –  Pan Li /  Wu Yuhong: 15-7 / 15-13

### Halbfinale
- Guan Weizhen /  Nong Qunhua –  Gillian Gowers /  Sara Sankey: 15-11 / 9-15 / 18-16
- Lin Yanfen /  Yao Fen –  Julie Bradbury /  Gillian Clark: 15-10 / 15-4

### Finale
- Lin Yanfen /  Yao Fen –  Guan Weizhen /  Nong Qunhua: 18-14 / 18-17

## Mixed

### 1. Runde
- Jan-Eric Antonsson /  Astrid Crabo –  John Quinn /  Adele Abbott: 15-12 / 18-14
- Chen Xingdong /  Sun Man –  Christian Jakobsen /  Marianne Rasmussen: 15-7 / 15-4
- Peter Blackburn /  Lisa Campbell –  Jesper Poulsen /  Dorte Ledet: 15-8 / 15-6
- Max Gandrup /  Gillian Clark –  Jens Eriksen /  Anne Katrine Lauesen: 15-3 / 15-11
- Lars Pedersen /  Anne Mette Bille –  Neil Cottrill /  Lorraine Thomas: 15-7 / 15-11
- Simon Archer /  Joanne Davies –  Peter Busch Jensen /  Charlotte Madsen: 15-1 / 15-11
- Richard Harmsworth /  Sara Sankey –  Stefan Frey /  Christine Skropke: 15-12 / 3-15 / 15-8
- Andy Goode /  Joanne Goode –  Liu Jianjun /  Wang Xiaoyuan: 16-18 / 15-9 / 15-11

### Achtelfinale
- Thomas Lund /  Pernille Dupont –  Jan-Eric Antonsson /  Astrid Crabo: 15-2 / 15-12
- Chen Xingdong /  Sun Man –  Chris Hunt /  Karen Chapman: 15-12 / 18-15
- Henrik Svarrer /  Marlene Thomsen –  Peter Blackburn /  Lisa Campbell: 15-5 / 15-6
- Max Gandrup /  Gillian Clark –  Nick Ponting /  Gillian Gowers: 15-10 / 15-8
- Lars Pedersen /  Anne Mette Bille –  Andrei Antropow /  Elena Rybkina: 15-6 / 15-11
- Jon Holst-Christensen /  Grete Mogensen –  Simon Archer /  Joanne Davies: 15-11 / 15-3
- Jesper Knudsen /  Lotte Olsen –  Richard Harmsworth /  Sara Sankey: 15-9 / 15-8
- Pär-Gunnar Jönsson /  Maria Bengtsson –  Andy Goode /  Joanne Goode: 15-3 / 15-10

### Viertelfinale
- Thomas Lund /  Pernille Dupont –  Chen Xingdong /  Sun Man: 15-6 / 15-7
- Henrik Svarrer /  Marlene Thomsen –  Max Gandrup /  Gillian Clark: 15-4 / 15-5
- Jon Holst-Christensen /  Grete Mogensen –  Lars Pedersen /  Anne Mette Bille: 15-6 / 15-6
- Pär-Gunnar Jönsson /  Maria Bengtsson –  Jesper Knudsen /  Lotte Olsen: 15-10 / 15-9

### Halbfinale
- Thomas Lund /  Pernille Dupont –  Henrik Svarrer /  Marlene Thomsen: 17-15 / 15-4
- Jon Holst-Christensen /  Grete Mogensen –  Pär-Gunnar Jönsson /  Maria Bengtsson: 15-12 / 15-7

### Finale
- Thomas Lund /  Pernille Dupont –  Jon Holst-Christensen /  Grete Mogensen: 15-10 / 15-1